# Walter Lapeyre
Walter Lapeyre (Pau, 9 febbraio 1976) è un tiratore a segno francese.
È stato campione europeo 2005 nel tiro con la pistola a metri 10.

## Palmarès

### Coppa del Mondo
- Oro al pistola a metri 10 alla Coppa del Mondo di Bangkok 2007
- Bronzo al pistola a metri 10 alla Coppa del Mondo di Sydney 2007
- Bronzo al pistola libera alla Coppa del Mondo di Bresil 2006

### Campionato europeo
- Campionato europeo 2008 (Winterthur, Svizzera):
  -  Argento al pistola a metri 10
- Campionato europeo 2007 (Deauville, Francia):
  -  Argento al pistola a metri 10 con squadra (Walter Lapeyre, Franck Dumoulin, Manuel Alexandre-Augrand)
- Campionato europeo 2006 (Mosca, Russia):
  -  Bronzo al pistola a metri 10
  -  Oro al pistola a metri 10 con squadra (Walter Lapeyre, Franck Dumoulin, Manuel Alexandre-Augrand)
- Campionato europeo 2005 ( Tallinn, Estonia):
  -  Oro al pistola a metri 10

### Campionato di Francia
- pistola a metri 10 nel 2005, 2008, 2011 e 2012
- pistola libera nel 1999, 2005, 2006, 2007, 2008 e 2011

### Record
- pistola a metri 10: 590/600
- pistola libera: 571/600